# بردیس حنا-کرکور (اسرائیل)
بردیس حنا-کرکور (به لاتین: Pardes Hanna-Karkur) یک منطقهٔ مسکونی در اسرائیل است که در حیفا واقع شده‌است.

## خواهرخوانده
شهر هالفر خواهرخواندهٔ بردیس حنا-کرکور (اسرائیل) هست.